# GP Industria & Artigianato di Larciano 2023
45. ročník jednodenního cyklistického závodu GP Industria & Artigianato di Larciano se konal 26. března 2023 v italském městě Larciano a okolí. Vítězem se stal Ir Ben Healy z týmu EF Education–EasyPost. Na druhém a třetím místě se umístili Eritrejec Amanuel Ghebreigzabhier (Trek–Segafredo) a Brit Mark Stewart (Bolton Equities Black Spoke). Závod byl součástí UCI ProSeries 2023 na úrovni 1.Pro.

## Týmy
Závodu se zúčastnilo 4 z 18 UCI WorldTeamů, 7 UCI ProTeamů a 7 UCI Continental týmů. Každý tým přijel se sedmi závodníky kromě týmů Astana Qazaqstan Team, EF Education–EasyPost, Eolo–Kometa a UAE Team Emirates s šesti jezdci a Team Colpack–Ballan a Trek–Segafredo s pěti jezdci. Bailey O'Donnell (Bolton Equities Black Spoke) neodstartoval, na start se tak postavilo 117 jezdců. Do cíle v Larcianu dojelo 46 z nich.
UCI WorldTeamy
- Astana Qazaqstan Team
- EF Education–EasyPost
- Trek–Segafredo
- UAE Team Emirates

UCI ProTeamy
- Bingoal WB
- Bolton Equities Black Spoke
- Eolo–Kometa
- Green Project–Bardiani–CSF–Faizanè
- Q36.5 Pro Cycling Team
- Team Corratec
- Team Novo Nordisk

UCI Continental týmy
- Beltrami TSA–Tre Colli
- Biesse–Carrera
- General Store–Essegibi–Fratelli Curia
- MG.K vis Colors for Peace
- Team Colpack–Ballan
- Team Techipes #inEmiliaRomagna
- Work Service–Vitalcare–Dynatek

## Výsledky
| Pořadí | Jezdec                        | Tým                         | Čas        |
| ------ | ----------------------------- | --------------------------- | ---------- |
| 1      | Ben Healy (IRL)               | EF Education–EasyPost       | 4h 33' 09" |
| 2      | Amanuel Ghebreigzabhier (ERI) | Trek–Segafredo              | + 27"      |
| 3      | Mark Stewart (GBR)            | Bolton Equities Black Spoke | + 47"      |
| 4      | Natnael Tesfatsion (ERI)      | Trek–Segafredo              | + 47"      |
| 5      | Diego Ulissi (ITA)            | UAE Team Emirates           | + 47"      |
| 6      | Felix Großschartner (AUT)     | UAE Team Emirates           | + 47"      |
| 7      | Marco Tizza (ITA)             | Bingoal WB                  | + 47"      |
| 8      | Tony Gallopin (FRA)           | Trek–Segafredo              | + 47"      |
| 9      | Christian Scaroni (ITA)       | Astana Qazaqstan Team       | + 47"      |
| 10     | Georg Steinhauser (GER)       | EF Education–EasyPost       | + 47"      |